# سورين ماكيبين
سورين ماكيبين (بالألمانية: Sören Mackeben)‏ هو لاعب كرة الماء ألماني، ولد في 29 يناير 1979 في هانوفر في ألمانيا.

## وصلات خارجية
- سورين ماكيبين على موقع الاتحاد الدولي للسباحة (الإنجليزية)
- سورين ماكيبين على موقع أوليمبيديا (الإنجليزية)